# Shinobu Muraki
Shinobu Muraki (japanisch 村木 忍 Muraki Shinobu; * 2. September 1923 in der Präfektur Tokio; † 16. Januar 1997) war eine japanische Szenenbildnerin und Artdirectorin.

## Leben
Muraki begann ihre Karriere im Filmstab 1953 bei Kon Ichikawas Drama Aoiro kakumei. Ab 1955 wirkte sie auch bei einigen Filmen als Artdirector, darunter Dodeskaden – Menschen im Abseits aus dem Jahr 1970. Ihre Arbeit wurde in Japan mehrfach ausgezeichnet, so erhielt sie drei Mal die Auszeichnung für das Beste Szenenbild bei den Mainichi Eiga Concours. Bei den Japanese Academy Awards war sie zwischen 1978 und 1990 sieben Mal für die Auszeichnung für das Beste Szenenbild nominiert. 1986 bis 1988 konnte sie den Preis dabei drei Mal in Folge gewinnen, unter anderem für Akira Kurosawas Jidai-geki Ran.
Für Ran war sie zusammen mit Muraki Yoshirō 1986 für den Oscar in der Kategorie Bestes Szenenbild sowie den BAFTA Film Award in der Kategorie Bestes Szenenbild nominiert. Beide Auszeichnungen gingen jedoch an andere Filme; der Oscar an Jenseits von Afrika und der BAFTA Award an Zimmer mit Aussicht.
Muraki war mit Muraki Yoshirō verheiratet, beide arbeiteten einige Male zusammen, darunter bei Ran und Dodeskaden – Menschen im Abseits.

## Filmografie (Auswahl)
- 1970: Dodeskaden – Menschen im Abseits (Dodesukaden)
- 1983: Die Töchter des Hauses Makioka (Sasameyuki)
- 1984: Ohan
- 1985: Ran
- 1986: Rokumeikan

## Auszeichnungen (Auswahl)
- 1986: Oscar-Nominierung in der Kategorie Bestes Szenenbild für Ran
- 1987: BAFTA-Film-Award-Nominierung in der Kategorie Bestes Szenenbild für Ran